# Cricket internazionale nel 1897
La stagione internazionale di cricket del 1897 si è disputata dall'aprile al aprile 1897. La stagione ha succeduto quella del 1896-1897 e preceduto quella del 1897-1898 e sono state giocate solamente partite di prima classe.

## Sommario
| International tours | International tours | International tours | International tours | International tours | International tours | International tours |
| Start date          | Home team           | Away team           | Results [Matches]   | Results [Matches]   | Results [Matches]   | Results [Matches]   |
| Start date          | Home team           | Away team           | Test                | ODI                 | FC                  | LA                  |
| ------------------- | ------------------- | ------------------- | ------------------- | ------------------- | ------------------- | ------------------- |
| 1 luglio            | Hampshire           | Philadelphia        | —                   | —                   | 1–0 [1]             | —                   |
| 6 settembre         | Paesi Bassi         | Yorkshire           | —                   | —                   | 1–2 [3]             | —                   |
| 6 settembre         | Canada              | Stati Uniti         | —                   | —                   | 1–0 [1]             | —                   |